# Charlène monacói hercegné
Charlène (Bulawayo, Rhodesia [ma Zimbabwe], 1978. január 25. –), neve a Karola egy francia nyelvű változata, angolul és afrikaansul: Charlene Lynette Wittstock, franciául: Charlène Lynette Wittstock, okcitánul: Charlène de Mónegue; dél-afrikai úszónő, olimpikon, Monaco (uralkodó) hercegnéje. Házassága révén a Grimaldi-ház tagja.  2014. december 10-én megszülettek a várt ikrei, Gabriella és Jakab. Bár Gabriella korábban született, a trónöröklési törvény szerint Jakab fogja az apját követni a trónon.

## Élete
Michael Kenneth Wittstock üzletember és Lynette Humberstone úszóedző lánya. 11 éves korában költözött a családja Zimbabwéből a Dél-afrikai Köztársaságba. 2000-ben részt vett Sydneyben dél-afrikai színekben az olimpiai játékokon, de érmet nem szerzett. A női 4 × 100 m-es vegyes váltóval 5. helyezést ért el, 100 m háton 17., 200 m háton 14. lett. 2007-ben hagyott fel a versenyszerű úszással.
Bár II. Albert monacói herceggel már 2001-ben találkozott Monte-Carlóban, mégis első valóban személyes és kölcsönös érintkezésükre csak 2006-ban került sor. Az eljegyzésüket 2010. június 23-án tartották, és 2011. július 1-jén házasodtak össze polgári szertartással, míg az egyházi esküvőjüket másnap, július 2-án ünnepelték. 
2014. május 30-án hivatalosan is bejelentették, hogy a hercegné gyermeket vár, és feltételezhetően nem is egy gyermeknek, hanem ikreknek fog életet adni.
2014. december 10-én megszülettek a várt ikrei, Gabriella és Jakab. Bár Gabriella korábban született, a trónöröklési törvény szerint Jakab fogja az apját követni a trónon.
II. Albert nővére, Karolina monacói hercegnő és hannoveri hercegné ezzel a harmadik helyre csúszott vissza a trónöröklési rendben.

## Gyermekei
- Férjétől, II. Albert (1958– ) monacói hercegtől, ikergyermekek: 
  - Gabriella (Thérese Marie) (Monaco, 2014. december 10. –) hercegnő, Carladès grófnője
  - Jakab (Jacques Honoré Rainier) (Monaco, 2014. december 10. –) herceg, Baux őrgrófja